# Director General de l'Agència Espacial Europea
El Director General de l'Agència Espacial Europea és el funcionari de més alt rang de l'Agència Espacial Europea (ESA), una agència espacial formada en col·laboració de les nacions destacades europees.

## Secretaris Generals de l'ELDO
| Fotografia | Nom                            | País    | Inici del Termini | Fi de Termini | Duració    | Ref(s) |
| ---------- | ------------------------------ | ------- | ----------------- | ------------- | ---------- | ------ |
|            | Dr. Renzo Carrobio di Carrobio | Itàlia  | 1964              | 1972          | Vuit anys  | [ 1 ]  |
|            | General Robert Aubinière       | França  | 1972              | 1975          | Tres anys  | [ 2 ]  |
|            | Dr. George Van Reeth           | Bèlgica | 1975              | 1975          | Cinc mesos | [ 3 ]  |

## Directors Generals de l'ESRO
| Fotografia | Nom                  | País                | Inici del Termini | Fi de Termini | Duració     | Ref(s) |
| ---------- | -------------------- | ------------------- | ----------------- | ------------- | ----------- | ------ |
|            | Dr. Pierre Auger     | França              | 1964              | 1967          | Tres anys   | [ 4 ]  |
|            | Sr. Hermann Bondi    | Regne Unit          | 1967              | 1971          | Quatre anys | [ 5 ]  |
|            | Dr. Alexander Hocker | Alemanya Occidental | 1971              | 1974          | Tres anys   | [ 6 ]  |
|            | Dr. Roy Gibson       | Regne Unit          | 1974              | 1975          | Un any      | [ 7 ]  |

## Director General
| Fotografia           | Nom                    | País                | Inici del Termini | Fi de Termini | Duració      | Ref(s)        |
| -------------------- | ---------------------- | ------------------- | ----------------- | ------------- | ------------ | ------------- |
|                      | Dr. Roy Gibson         | Regne Unit          | 1975              | 1980          | Cinc anys    | [ 8 ]         |
|                      | Erik Quistgaard        | Dinamarca           | 1980              | 1984          | Quatre anys  | [ 9 ]         |
|                      | Prof. Reimar Lüst      | Alemanya Occidental | 1984              | 1990          | Sis anys     | [ 10 ]        |
|                      | Jean-Marie Luton       | França              | 1990              | 1997          | Set anys     | [ 11 ]        |
|                      | Antonio Rodotà         | Itàlia              | 1997              | 2003          | Sis anys     | [ 12 ]        |
| Jean-Jacques Dordain | Jean-Jacques Dordain   | França              | 2003              | 1 juliol 2015 | Dotze anys   | [ 13 ] [ 14 ] |
|                      | Johann-Dietrich Wörner | Alemanya            | 1 juliol 2015     | Titular       | Titular      | [ 15 ]        |
|                      | Josef Aschbacher       | Àustria             | 1 març 2021       | en el càrrec  | en el càrrec | [ 16 ]        |